# Utsignal
Utsignal är den signal en spårvagn avger till andra trafikanter. Att skilja från den signal konduktören ger till föraren till exempel för avgång från hållplats. Spårvagnens utsignal utgörs som regel av en utsignalsklocka. Förr manövrerades den ofta mekaniskt, men drivs idag som regel av tryckluft eller el. En spårvagn kan också ha en utsignal i form av en tryckluftsvissla eller en membransiren, särskilt om den trafikerar en järnväg eller om en del av spårvägen har järnvägsartad karaktär.
Utsignalklocka är en klocka för utsignal på en spårvagn som från början sköttes med foten, på modernare spårvagnar manövreras den med en strömbrytare på manöverpanelen.
Spårvagnsföraren ger en kort "pling" på klockan strax innan hon eller han låter vagnen rulla ut från en hållplats. Utsignalsklockan används även för att ge faro- eller uppmärksamhetssignal, samt som svar på konduktörens signaler i den inre signalklockan (på äldre vagnar).
Äldre vagnars utsignalklocka är helt manuellt manövrerade medelst signalstift i vagnens golv, via en länkarm till en kläpp inuti klockan. På senare vagntyper används tryckluftsdrivna och helt elektriskt manövrerade klockor. Helt elektroniska signaler, syntetsikt alsrade eller samplade ljud förekommer också, Exempelvis har   spårvagnarna i Amsterdam ett elektroniskt alsrat "GONG" som utsignal.